# Martin-Hubert Rutten
Martin-Hubert Rutten (Geistingen, 18 dicembre 1841 – Liegi, 17 luglio 1927) è stato un vescovo cattolico belga.

## Biografia
Ordinato prete nel 1867, fu docente nella scuola normale di Saint-Trond. Fu direttore del seminario minore di Saint-Roch dal 1873 e di quello di Saint-Trond dal 1877.
Vicario generale del vescovo di Liegi dal 1879, nel 1901 fu eletto egli stesso vescovo di quella sede.
Sotto il suo episcopato sorsero numerose scuole cattoliche (collegi, istituti tecnici e professionali) ed ebbe un notevole incremento la nascente Azione Cattolica. Dal punto di vista politico, cercò di mediare tra la corrente politica cattolica di ispirazione democratica e quella conservatrice; dopo la prima guerra mondiale, favorì le riforme sociali.
Pur opponendosi a ogni forma di separatismo, sostenne il movimento fiammingo sorto in Belgio alla fine dell'Ottocento promuovendo l'uso della lingua fiamminga (la sua lingua materna) in tutti gli ambiti. Pubblicò anche alcune opere letterarie (soprattutto drammi) in quella lingua.
Durante l'occupazione tedesca del Belgio si prodigò per difendere il popolo contro le violenze dell'invasore.
È autore di un Manuel d'apologétique e di Les Promesses divines de l'église à travers les siècles.
Tra il 1921 e il 1925 fu anche il primo e unico vescovo della diocesi di Eupen e Malmedy (staccata dall'arcidiocesi di Colonia), unita e poi annessa alla diocesi di Liegi.

## Genealogia episcopale e successione apostolica
La genealogia episcopale è:
- Vescovo Johannes Wolfgang von Bodman
- Vescovo Marquard Rudolf von Rodt
- Vescovo Alessandro Sigismondo di Palatinato-Neuburg
- Vescovo Johann Jakob von Mayr
- Vescovo Giuseppe Ignazio Filippo d'Assia-Darmstadt
- Arcivescovo Clemente Venceslao di Sassonia
- Arcivescovo Massimiliano d'Asburgo-Lorena
- Vescovo Kaspar Max Droste zu Vischering
- Vescovo Joseph Louis Aloise von Hommer
- Vescovo Nicolas-Alexis Ondernard
- Vescovo Jean-Joseph Delplancq
- Cardinale Engelbert Sterckx
- Vescovo Jean-Joseph Faict
- Cardinale Pierre-Lambert Goossens
- Vescovo Martin-Hubert Rutten

La successione apostolica è:
- Vescovo Jacques Laminne (1919)
- Vescovo Louis-Joseph Kerkhofs (1925)